# Bon Accueil
Bon Accueil är en ort i Mauritius.   Den ligger i distriktet Flacq, i den västra delen av landet, 16 km öster om huvudstaden Port Louis. Bon Accueil ligger 183 meter över havet och antalet invånare är 6 553. Den ligger på ön Mauritius.
Terrängen runt Bon Accueil är platt åt nordost, men åt sydväst är den kuperad. Runt Bon Accueil är det tätbefolkat, med 530 invånare per kvadratkilometer. Närmaste större samhälle är Port Louis, 16,4 km väster om Bon Accueil. Omgivningarna runt Bon Accueil är en mosaik av jordbruksmark och naturlig växtlighet.